# Renaissance in de Nederlanden
De renaissance in de Nederlanden was een bloeiperiode van kunsten en letteren in de Nederlanden in de 15e, 16e en 17e eeuw. Zoals elders in Europa was de stijl geworteld in de Italiaanse renaissance. 

## Beeldende kunst

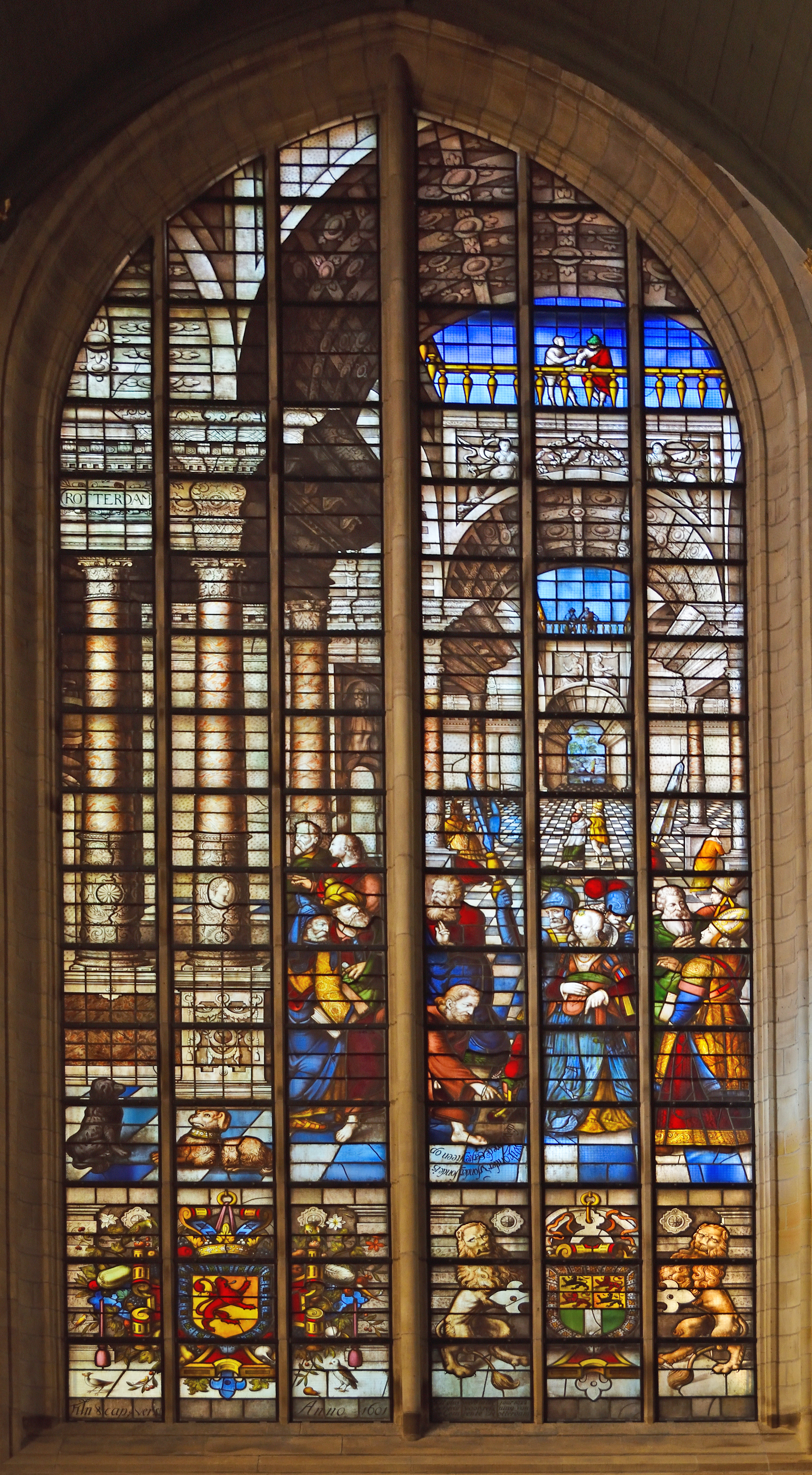
Goudse glazen, nr. 28: uitbundige architectuur en rijk uitgedoste figuren

De gebroeders Van Eyck verrijkten tegen het eind van de Late Gotiek de Europese schilderkunst met de perfectionering van de olieverftechniek, gevolgd door Hans Memling, Quinten Massijs (I), Jan Gossaert en Lucas van Leyden. Enkele renaissanceschilders uit de Nederlanden waren Jan van Scorel en Maarten van Heemskerck.
Een van de belangrijkste voorbeelden van renaissancekunst zijn de gebrandschilderde glazen in de Grote of Sint-Janskerk in Gouda, die grotendeels in de tweede helft van de zestiende eeuw tot stand kwamen. De uitbundige renaissance-architectuur, voornamelijk in de bovenste helft van de ramen, en de zelfbewuste donorportretten in de onderste helft, zijn uitzonderlijk in hun stijlzuiverheid.

## Architectuur
Zoals in de schilderkunst duurde het enige tijd voordat de renaissancearchitectuur naar de Nederlanden kwam. Een vroeg voorbeeld van Romeinse renaissance was het Granvellepaleis (1550-1555) op de Brusselse Hofberg. In andere gevallen werden nog niet alle gotische elementen verdrongen. Een rechtstreeks door de Italiaanse meesters beïnvloede architect was Cornelis Floris de Vriendt, die het stadhuis van Antwerpen ontwierp (1564). Deze stijl, ook wel bekend als Antwerps maniërisme, behield de algemene structuur van laat-gotische gebouwen, maar met grotere ramen en veel bloemrijke decoratie en detaillering in renaissancestijl. Zij had grote invloed in heel Noord-Europa, bijvoorbeeld in de elizabethaanse architectuur, als onderdeel van de bredere beweging van het noordelijke maniërisme. Het Van Dalecollege in Leuven wordt als eerste echt renaissance gebouw in de Nederlanden beschouwd.
In de Republiek der Zeven Verenigde Nederlanden van het begin van de 17e eeuw speelde Hendrick de Keyser een belangrijke rol in de ontwikkeling van de "Amsterdamse renaissance". Lokale kenmerken zijn de hoge smalle herenhuizen, trapgevels en het gebruik van decoratieve driehoekige frontons boven deuren en ramen, waarbij de top in overeenstemming met het profiel van de gevel veel sterker stijgt dan in de meeste andere renaissance-architectuur. Gesneden stenen details in laag profiel tonen een stilistische invloed van de School van Fontainebleau.

### Gebouwen
- Amsterdam: Westerkerk
- Antwerpen: Stadhuis van Antwerpen
- Arnhem: Duivelshuis
- Breda: Kasteel van Breda
- Brussel: Granvellepaleis
- Delft: Stadhuis van Delft
- Den Haag: Pageshuis
- Den Haag: Oude stadhuis
- Deventer: Landshuis
- Gent: Stadhuis van Gent
- Haarlem: Stadhuis van Haarlem
- Leuven: Van Dalecollege
- Leuven: Kasteel van Arenberg
- Leuven: Groot Begijnhof

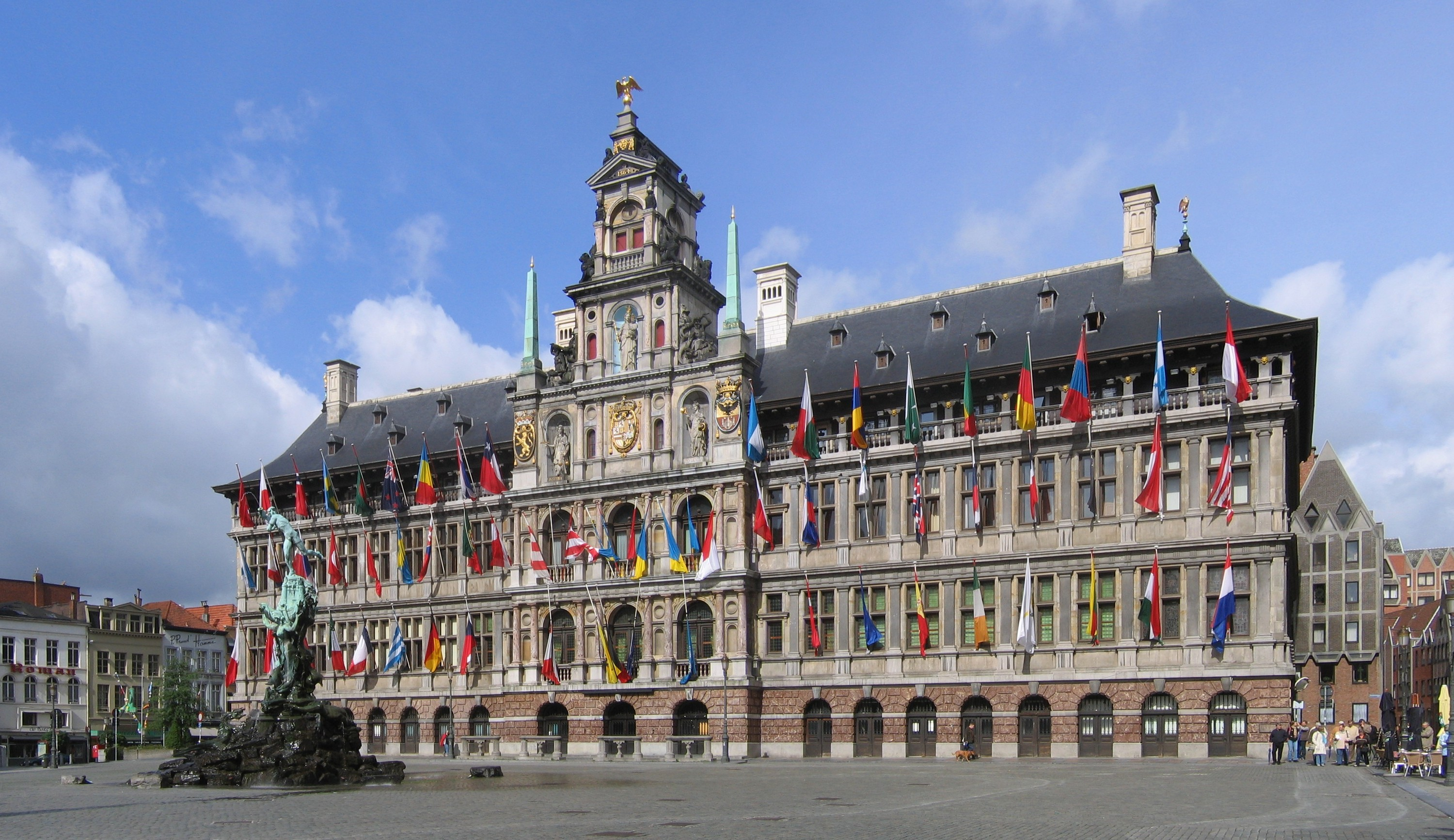
Stadhuis van Antwerpen, in 1561-64 gebouwd naar renaissanceontwerp van Cornelis Floris De Vriendt

- Mechelen: Paleis van Maria van Boergondië
- Mechelen: Hof van Savoye, het paleis van Margareta van Oostenrijk
- Mechelen: Hof van Busleyden
- Middelburg: Kloveniersdoelen
- Sint-Niklaas: Cipierage
- Sittard: Kritzraedthuis
- Utrecht: Stadhuis van Utrecht (Hasenberg), door Willem van Noort
- Venlo: Stadhuis van Venlo
- Vlissingen: Beursgebouw

## Letteren

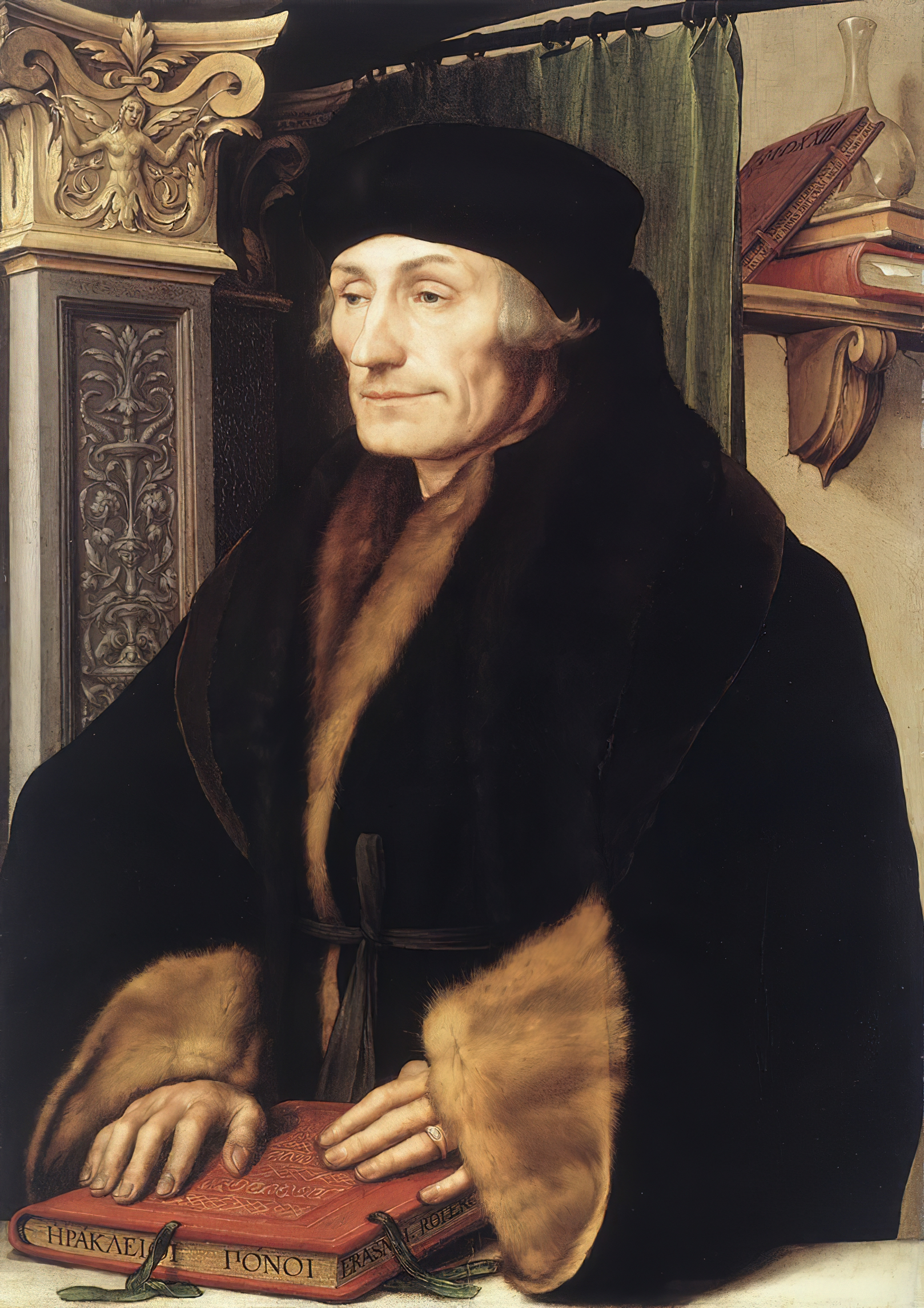
Portret van Desiderius Erasmus, 1523, door Hans Holbein de Jongere

De volkstaal in de Lage Landen profiteerde aanvankelijk maar weinig van de nieuwe culturele impuls die eerder het Italiaans, Spaans, Frans en Engels tot de rang van de klassieke talen verhief. Maar het humanisme kende in het noorden een grote bloei. 
Erasmus speelde daar een hoofdrol in, evenals een lange lijst van kritische wetenschappers en uitgevers als Lipsius, Heinsius en Grotius, en de drukkers Elsevier en Plantijn. De Universiteit van Leuven en Universiteit van Leiden ontwikkelden zich tot centra van de intellectuele vooruitgang.